# Fugazi (album Marillion)
Fugazi – drugi album zespołu Marillion. W roku 1998 została wydana wersja 2CD remaster.
W tym albumie po raz pierwszy pojawia się Ian Mosley, perkusista. Utwór "Fugazi" w 2020 roku w 26. notowaniu Topu Wszech Czasów Programu Trzeciego Polskiego Radia zajął 85. miejsce.
Od tytułu albumu i utworu zaczerpnięto nazwę warszawskiego klubu Fugazi.

## Lista utworów
CD 1
1. Assassing (7:02)
2. Punch & Judy (3:21)
3. Jigsaw (6:49)
4. Emerald Lies (5:08)
5. She Chameleon (6:52)
6. Incubus (8:30)
7. Fugazi (8:12)

CD 2
1. Cinderella Search (12" version) (5:31)
2. Assassing (Alternate Mix) (7:40)
3. Three Boats Down From The Candy (Alternative Version) (4:00)
4. Punch & Judy (Demo) (3:50)
5. She Chameleon (Demo) (6:34)
6. Emerald Lies (Demo) (5:32)
7. Incubus (Demo) (8:09)

## Twórcy
- Fish – śpiew
- Steve Rothery – gitara
- Pete Trewavas – gitara basowa
- Mark Kelly – instrumenty klawiszowe
- Ian Mosley – perkusja